# 437 av. J.-C.
Cette page concerne l'année 437 av. J.-C. du calendrier julien proleptique.

## Événements
- 3 janvier (13 décembre 438 du calendrier romain) : entrée en charge à Rome d'un consulat de Tribuns consulaires (Trib. Mil. Cons. Pot.)[1]. Trois d'entre eux sont cités dans Tite-Live IV, 16.
- 23 décembre (13 décembre 437 du calendrier romain) : début à Rome du consulat de Marcus Geganius Macerinus (pour la troisième fois) et Lucius Sergius Fidenas[1].

- Périclès intervient en mer Noire jusqu’au Bosphore Cimmérien[2]. Sinope passe sous contrôle athénien. Les Athéniens s’établissent aussi à Amisos, à Nymphaion et à Astacos (Propontide) en -435/-434.
- Fondation d'Amphipolis en Macédoine par Athènes[3].
- Début de la construction des Propylées par l’architecte Mnésiclès (fin en -432)[4].
- Sculpture de la statue de Zeus par Phidias, à Olympie (fin en 433 ou 432 av. J.-C. )[5].

## Naissances
- Avant 437 av. J.-C. : Périclès le Jeune, fils d'Aspasie et de Périclès, un des stratèges exécutés après la victoire navale des Arginuses (-406)[6].